# Burg Kropfenstein
Die Ruine der Burg Kropfenstein liegt bei Waltensburg/Vuorz (Gemeinde Breil/Brigels) in der Surselva im schweizerischen Kanton Graubünden. Kropfenstein war neben Jörgenberg, Grünenfels und Vogelberg eine der ursprünglich vier Burgen in Waltensburg.

## Lage
Die Reste der Höhlenburg liegen auf 1130 m ü. M. westlich des Dorfes Waltensburg an der Kante einer senkrecht abfallenden Felswand und sind vom westlichen Ende Waltensburgs in etwa einer Viertelstunde zu Fuss gut erreichbar.

## Name

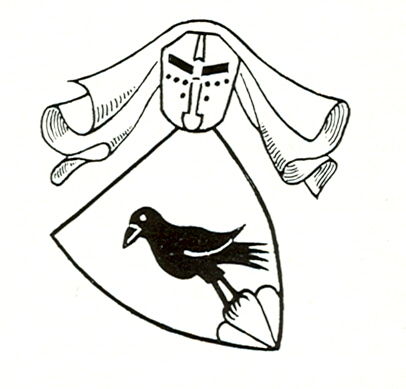
Wappen der Herren von Kropfenstein

Sämtliche Urkunden aus dem Mittelalter lauten auf Kropfenstein in verschiedenen Schreibweisen: 1335 Crophenstain, 1342 Kropfenstain, 1343 Krophenstain und andere. Bei Ulrich Campell erscheint sie als Cropfastenium. Aus dieser Nennung geht hervor, dass im Burgennamen das Wort «Kropf» (Auswuchs, Wucherung) vorliegt, mit dem die Burg selber gemeint ist, die wie eine Wucherung an der senkrecht abfallenden Felswand klebt. Die Umformung zum rätoromanischen castì grotta (Höhlenburg) ist jüngeren Ursprungs und geht auf das romanische grotta (Höhle, Grotte) zurück.

## Anlage

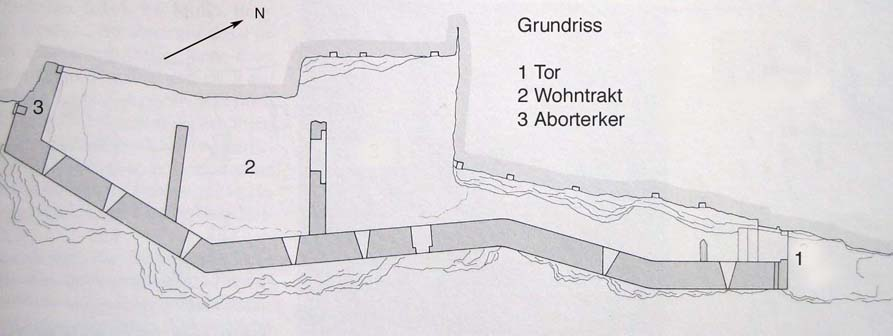
Plan der Anlage

Der Zugang zum dreigeschossigen langgezogenen Gemäuer ist nur über einen steilen schmalen Pfad von Osten her möglich, der in den 1950er Jahren anlässlich einer Restaurierung verbreitert und durch Geländer gesichert wurde. Initiiert und finanziert wurde das Projekt durch den nach Kanada ausgewanderten Waltensburger Bürger Paul Gabriel.
Die Anlage stammt gemäss dendrochronologischen Untersuchungen aus den Anfängen des 14. Jahrhunderts; genannt wird eine Jahreszahl von 1312. Hinweise auf einen Vorgängerbau gibt es nicht.
Innenmauer und Teile des Daches werden vom überhängenden Fels gebildet. Die Balkenlager des früheren Zuganges sind heute noch erkennbar. Die Anlage betritt man durch ein niedriges Eingangstor. Über dem Tor sind in die Mauer ein Viereckfenster und eine Schiessluke eingelassen. Die östliche Partie der Anlage ist ein schmaler Schlauch von ca. 1,5 bis 2 m Breite und dürfte aufgrund der engen Verhältnisse wohl nur als Speicher und zur Verteidigung gedient haben. Die Südwand ist mehrfach gebrochen und dem natürlichen Verlauf der Felswand angeglichen. In ihr sind mehrere Schartenfenster zur Belichtung sowie Viereckfenster mit Öffnungen von ca. 70 auf 50 cm vorhanden.
Im sechs Meter breiten westlichen Teil der Anlage lagen die Wohnräume. Reste von Quermauern, Balkenlöcher, Fenster mit Sitznischen, ein Aborterker in der Westwand und ein Schüttstein im zweiten Stock lassen die frühere Einteilung erkennen. Ein in der Ruine gefundenes Relief, das einen Mann mit kurzem Rock zeigt, befindet sich im Rätischen Museum; eine Kopie ist im Waltensburger Ortsmuseum ausgestellt. Das Innere des Bautraktes ist durch zwei Quermauern unterteilt, die noch in Fundamenten erhalten sind. Die teilweise noch vorhandenen Holzbalken wurden abgesägt, was auf einen geplanten Abbruch und Abtransport der noch verwendbaren Balken schliessen lässt. Als Dach kommt wohl am ehesten ein rückwärts an den Fels angebautes Pultdach in Frage.

## Geschichte

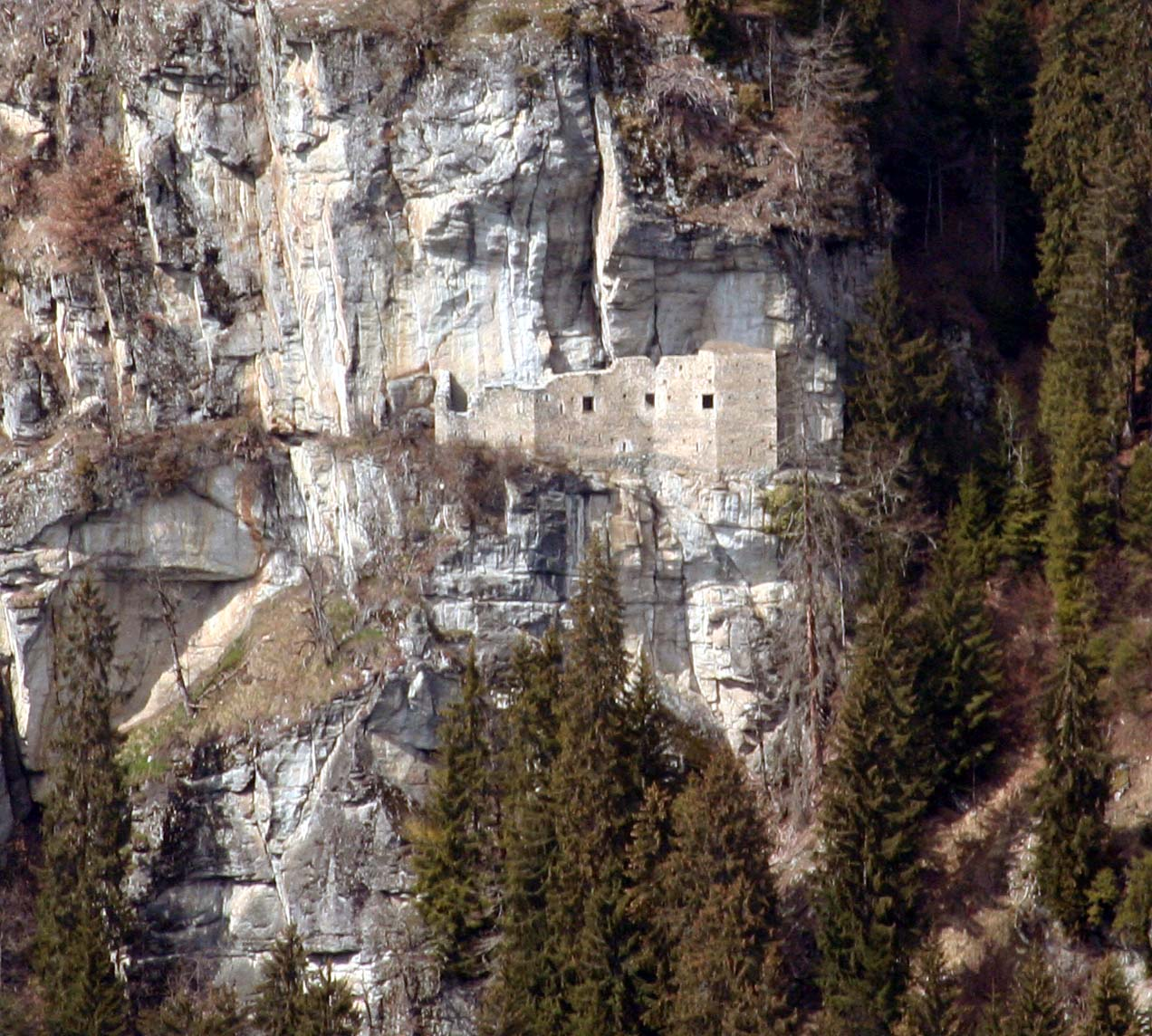
Ansicht von Obersaxen

Direkte urkundliche Zeugnisse über die Burg oder ihre Erbauer gibt es nicht. Kropfenstein gilt jedoch als eine jener wenigen Grottenburgen, die nicht in einem finsteren Loch als Zuflucht für Notzeiten erbaut worden waren, sondern einer angesehenen Familie als Wohnsitz diente, die unter anderem Vögte und Landrichter stellte. Möglicherweise erbaute oder erwarb die in Luven (Maschieras) sitzende Familie kleinadligen Standes von Kropfenstein die Burg Kropfenstein oder nannte sich nach ihr, während ein Zweig dieser Familie weiterhin in Luven ansässig blieb.
Am 28. oder 29. November 1328 wurde anlässlich einer Prozession in Rueun ein Jocobus de Strotznstein getötet. Ob es sich dabei um einen frühen Besitzer von Kropfenstein oder den einer noch nicht identifizierten Burg Stotznstein im Raum Waltensburg gehandelt hat, ist unsicher. 1335 wird ein Bürklin von Cropfenstein erwähnt, der mehrmals als Richter wirkte sowie 1396 Albrecht von Kropfenstein, bischöflicher Richter in Ilanz. Sein Name wird in den kommenden Jahren mehrmals erwähnt. 1401 wird Florin von Kropfenstein erwähnt.
1433 verkaufte Clara von Kropfenstein einige Güter an einen Donat von Kadunau. Im selben Jahr und noch einmal 1437 wird Junker Hans von Kropfenstein erwähnt, der den Übernamen „Muschieras“ trug, was wiederum auf eine Verbindung zu Luven hindeutet. Nachweisbar sind enge Beziehungen zu den Freiherren von Rhäzüns. Vom 3. Mai 1437 ist ein Fehdebrief von Ulrich von Rhäzüns und Hans von Kropfenstein an den Kastellan von Freudenberg erhalten.
Der bekannteste Kropfensteiner war Marquart von Kropfenstein, welcher 1438/39 und 1442/43 Landrichter des Grauen Bundes war. 1473 wird Junker Jörg von Kropfenstein erwähnt, der damals sein Siegel an einen Kaufvertrag eines Waltensburgers heftete. Gegen Ende des 15. Jahrhunderts, vielleicht mit Junker Jörg, muss das Geschlecht der von Kropfenstein ausgestorben sein, und die Burg begann zu zerfallen.

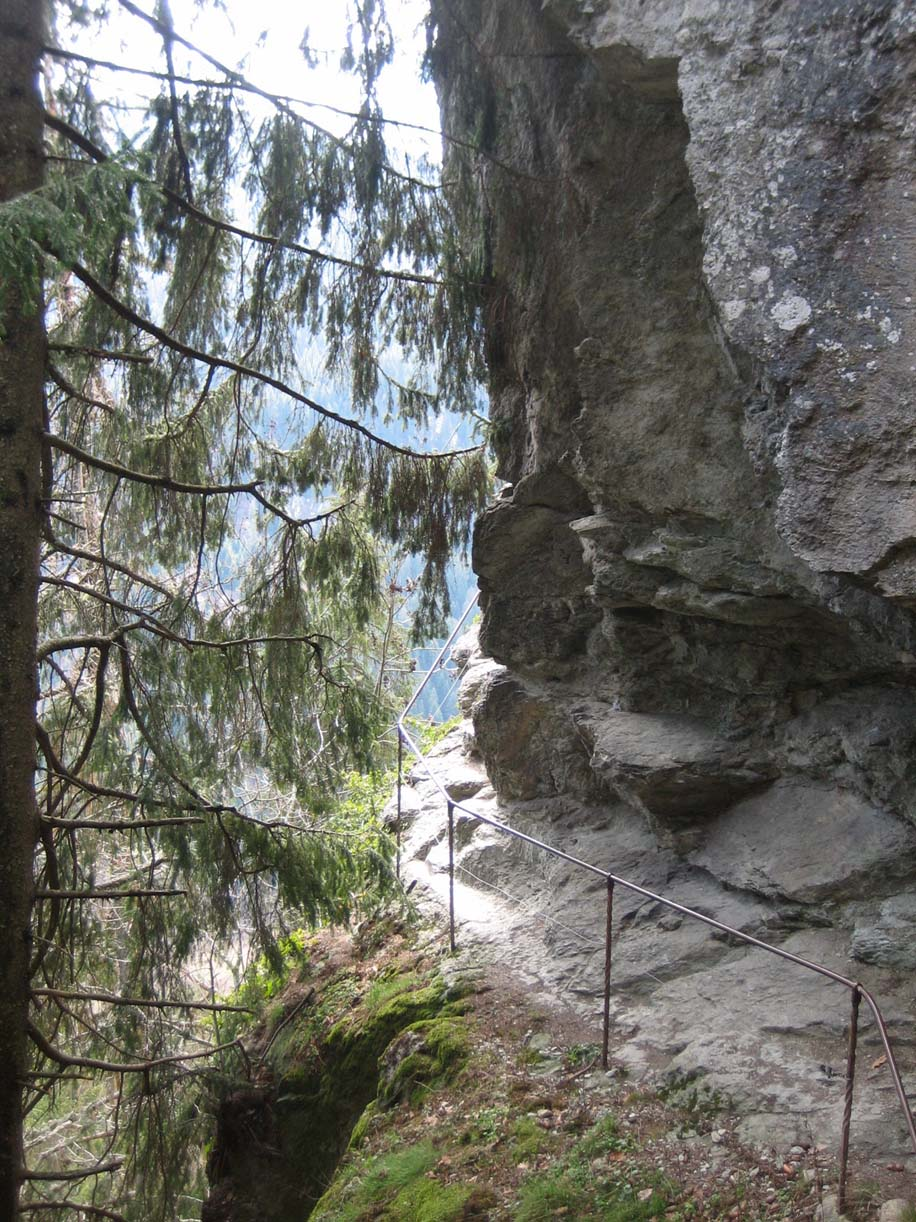
Der Zugang um die Felskante
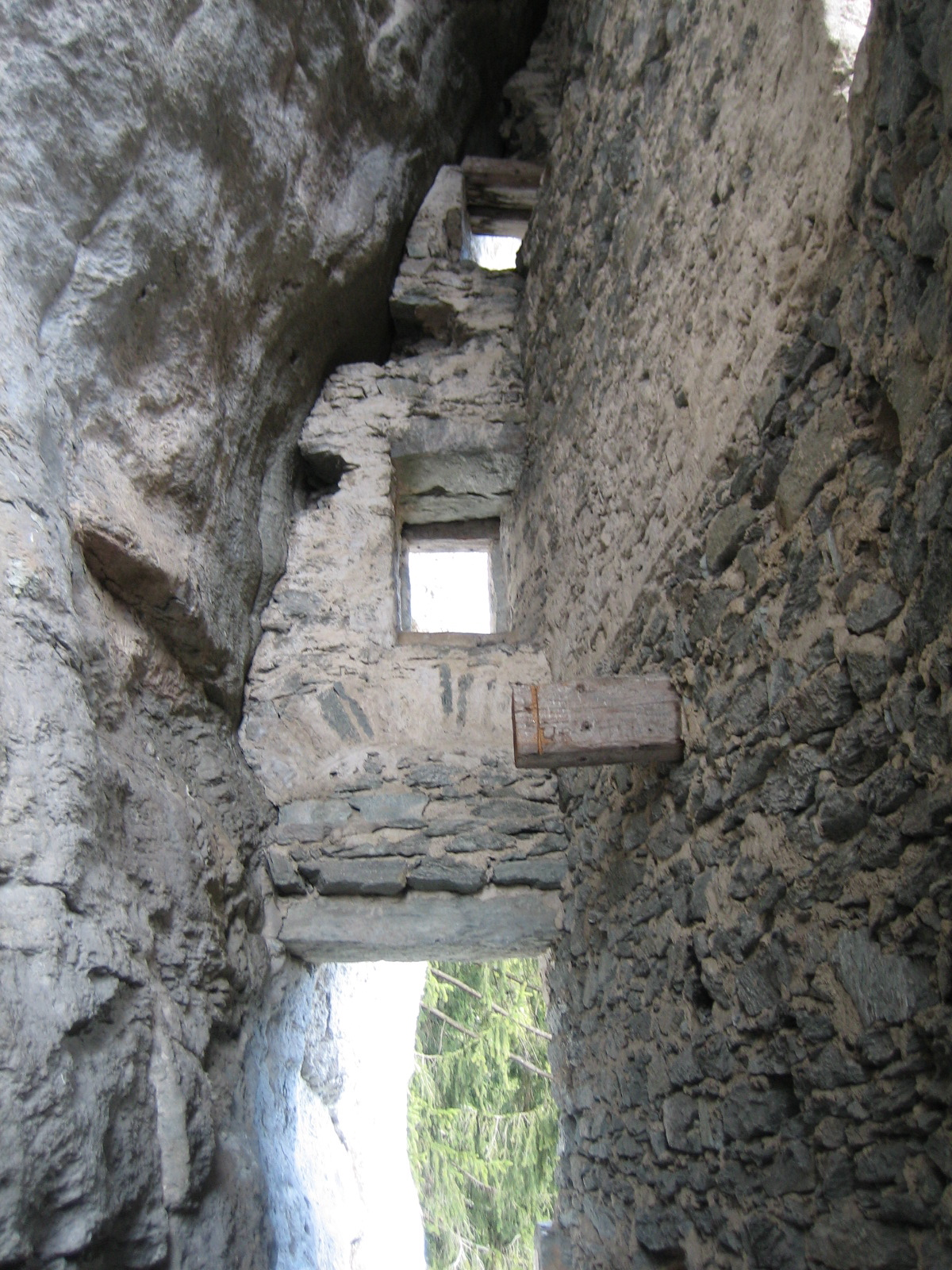
Oberhalb des Eingangstores
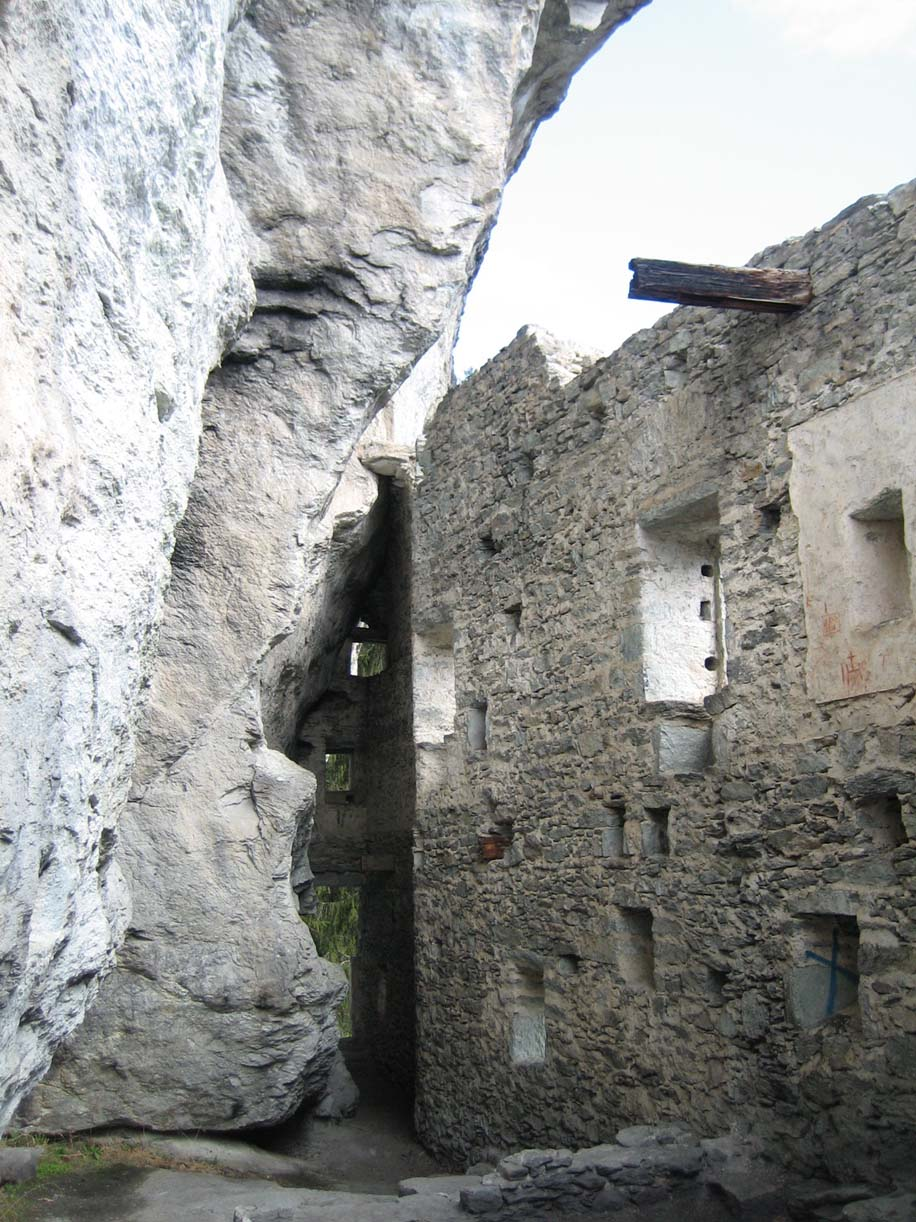
Blick in den östlichen, schmalen Teil
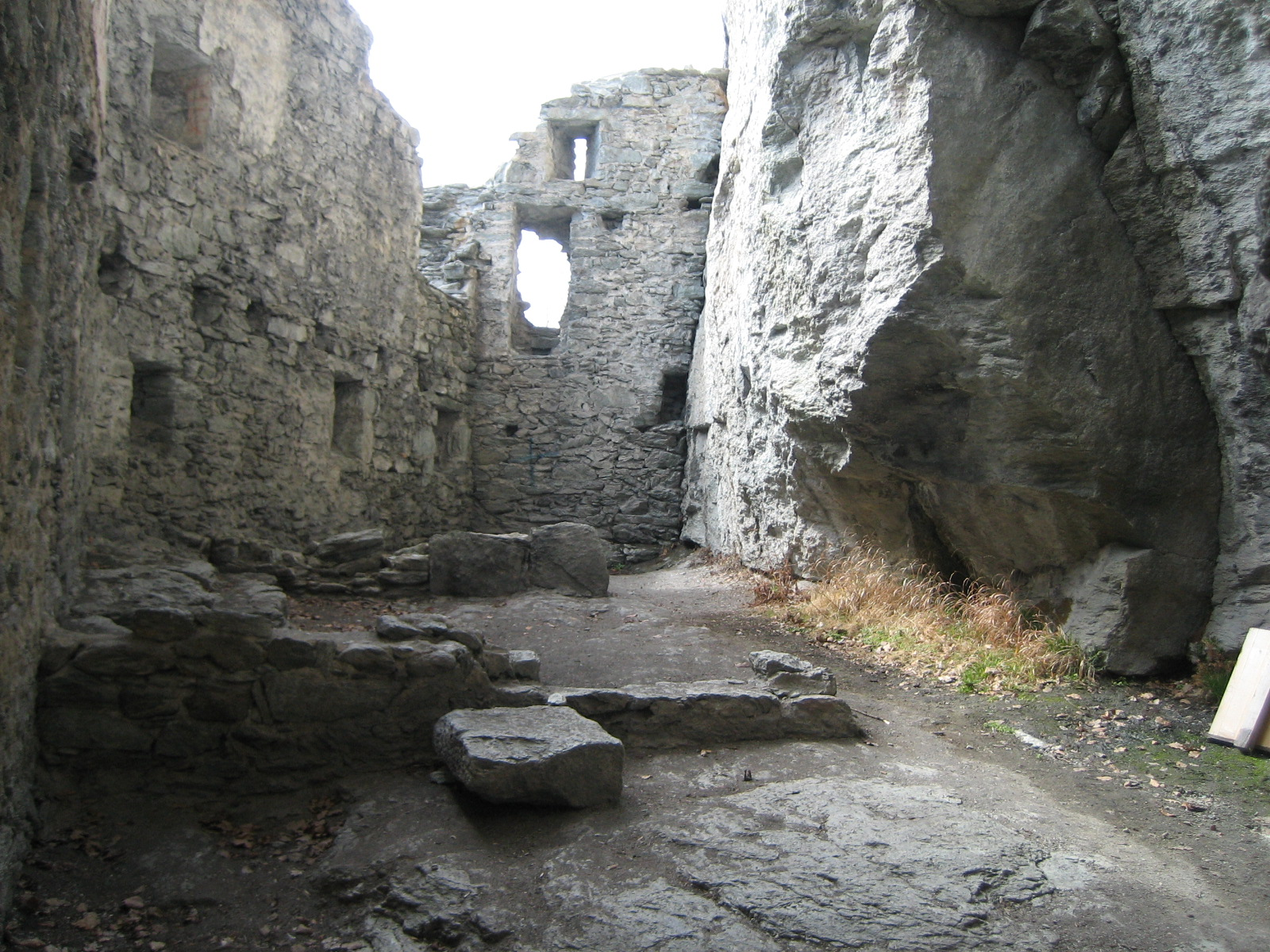
Der Innenraum mit den Fundamenten der Quermauern
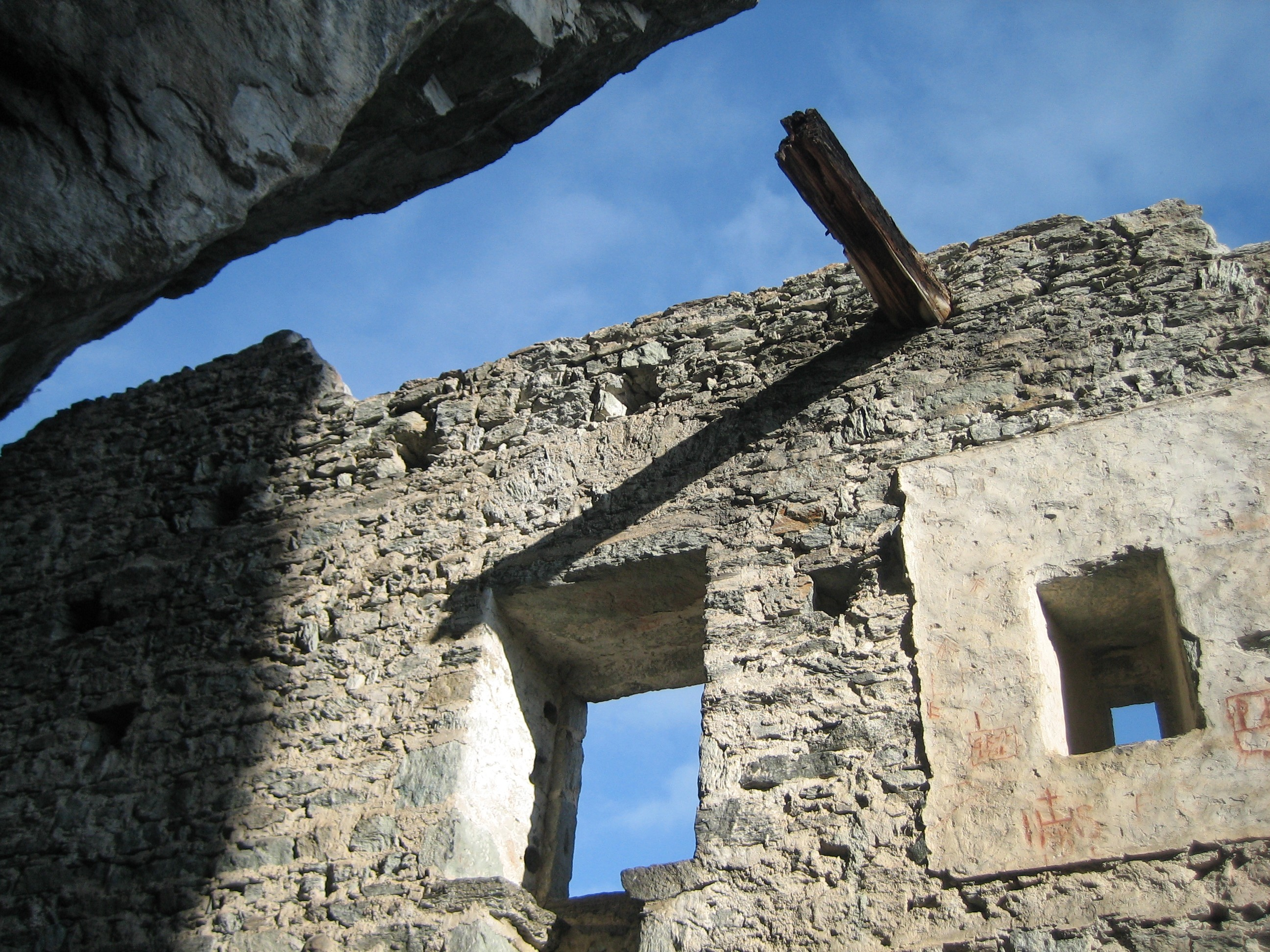
Balkenrest